# 懷厄康達 (密蘇里州)
懷厄康達（英語：Wyaconda）是位於美國密蘇里州克拉克縣的城市。

## 人口
根據2020年美國人口普查的數據，懷厄康達的面積為1.66平方千米，皆為陸地。當地共有人口214人，而人口密度為每平方千米129人。